# 吉嘎曲德寺
吉嘎曲德寺，又译“切嘎却德寺”，位于西藏自治区拉萨市尼木县塔荣镇塔荣村，是一座藏传佛教寺院。

## 简介
吉嘎曲德寺位于尼木县境内。据说该寺创建于公元8世纪，由吐蕃赞普赤松德赞兴建。该寺是尼木县境内的古老寺院之一，此外尼木县还有巴古比如字那寺等藏传佛教寺院。
吉嘎曲德寺的佛殿内供奉三世佛、赤松德赞、莲花生等塑像。